# Dos hermanas (película)
Dos hermanas (en hangul, 장화 • 홍련; romanización revisada, Janghwa, hongryeon; literalmente, «Rosa, loto rojo») es una película de horror surcoreana de 2003 escrita y dirigida por Kim Ji-Woon. La cinta está inspirada en el cuento tradicional de la dinastía Joseon Janghwa Hongryeon jeon, el cual ha sido adaptado en gran variedad de medios en repetidas ocasiones.
La trama se centra en un paciente recién liberado de una institución mental que regresa a casa con su hermana, solo para enfrentar eventos perturbadores entre su madrastra y los fantasmas que acechan su casa, los cuales están conectados a un pasado familiar oscuro.
La película fue alabada por la crítica especializada y ganó el premio a mejor película en el Festival Internacional de Cine Fantástico de Oporto. Es una de las películas de terror coreanas con mejores resultados de taquilla y la primera en proyectarse en los cines estadounidenses. Una versión estadounidense de la cinta, titulada The Uninvited, fue estrenada en 2009.

## Argumento
Una adolescente, Su-mi (Im Soo-jung), está siendo tratada en una institución mental. Es liberada y regresa a la casa de campo con su padre (Kim Kap-soo) y su hermana menor Su-yeon (Moon Geun-young), a quien ella protege. Las hermanas tienen una reunión fría con su madrastra, Eun-joo (Yum Jung-ah).
Eun-joo duerme al lado del padre de las hermanas, pero él se siente incómodo y se va a dormir en la sala de estar. Su-mi experimenta una pesadilla aterradora donde el fantasma de su madre biológica se sube a su cama con el cuello roto. Al día siguiente, Su-mi encuentra fotos familiares que revelan que Eun-joo fue anteriormente una enfermera en el hogar de su madre biológica, que en ese momento tenía una enfermedad terminal. Ella descubre moretones en los brazos de su hermana y se enfrenta con enojo a Eun-joo culpándola del abuso. Esa noche, su tío y su esposa llegan para cenar y Eun-joo cuenta historias extrañas que los desconciertan. La esposa del tío sufre un ataque violento y le dice a su marido que fue testigo del fantasma de una niña debajo del fregadero de la cocina. Cuando Eun-joo está sola en la cocina, se ve a una chica fantasma observándola en el fondo.
Después de encontrar muerta a su mascota y ver fotos de su familia desfiguradas, Eun-joo encierra a Su-yeon en el armario. Su-mi libera a su hermana histérica y se enfrenta a su padre, quien le pide repetidamente que deje de actuar. Ella lo acusa de hacer caso omiso al abuso de Eun-joo contra Su-yeon. Su padre le dice que Su-yeon está muerta, pero Su-mi se niega a creerlo.
A la mañana siguiente, Eun-joo arrastra un saco ensangrentado a través de la casa, azotándolo. Su-mi cree que Su-yeon está dentro del saco e intenta abrirlo. Eun-joo y Su-mi se enfrentan en un violento altercado físico. El padre de Su-mi llega para encontrar a Su-mi herida e inconsciente.
Finalmente se revela que Su-mi y su padre estuvieron solos en la casa todo el tiempo. Su-mi había sufrido un trastorno de identidad disociativo, donde poseía dos personalidades: ella misma y una variación más grosera y distante de su madrastra Eun-joo. El "cuerpo" en el saco que Su-mi estaba azotando era en realidad una muñeca de porcelana, y se descubre que Su-yeon había muerto hace mucho tiempo; su presencia fue en realidad el resultado de las alucinaciones de Su-mi por no poder aceptar su pérdida.
El padre y la verdadera Eun-joo envían a Su-mi de regreso a la institución mental. Eun-joo intenta reconciliarse con Su-mi y le promete visitarla tan a menudo como pueda, pero Su-mi la rechaza. Esa noche, Eun-joo escucha pasos en el antiguo dormitorio de Su-yeon, lo que revela que el fantasma realmente existe. El verdadero fantasma de Su-yeon sale del armario y mata a Eun-joo. Mientras tanto, Su-mi sonríe y parece haber finalmente encontrado la paz.
Los flashbacks revelan lo que ocurrió el día en que Su-mi fue internada en la institución mental: mientras su madre, que padecía una enfermedad terminal, todavía estaba viva, su padre tuvo una aventura adúltera con Eun-joo, cuando ella todavía era su enfermera a domicilio. Esto molesta a las hermanas y lleva a su madre a suicidarse, ahorcándose en el armario del dormitorio de Su-yeon. Su-yeon intenta reanimarla pero el armario se derrumba encima de ella. Eun-joo entra a la habitación y ve a Su-yeon retorcerse y asfixiarse. Se marcha para dejarla allí, aunque, luego,decide regresar para salvarla. Sin embargo, se topa con Su-mi, quien increpa a Eun-joo por interferir con su familia. Enojada por las críticas de Su-mi, Eun-joo deja morir a Su-yeon y le dice a Su-mi que "lamentará este momento". Su-mi sale de la casa, sin darse cuenta del destino de su hermana y su madre.

## Reparto
- Im Soo-jung es Bae Su-mi.
- Moon Geun-young es Bae Su-yeon.
- Yum Jung-ah es Heo Eun-joo.
- Kim Kap-soo es Bae Moo-hyeon.
- Lee Seung-bi es Mi-hee.

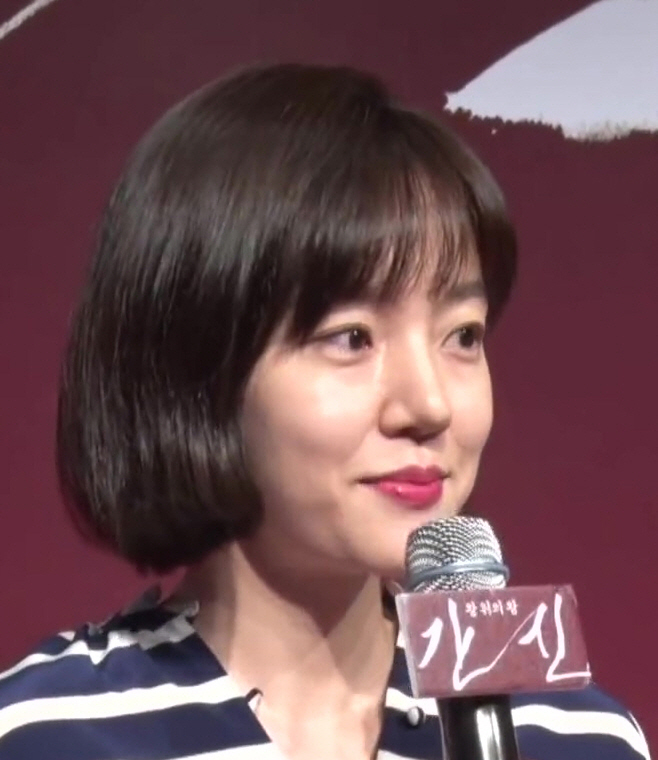
Im Soo-jung interpretó el papel de Su-mi.

- Lee Dae-yeon es el doctor de Su-mi.
- Park Mi-hyun es el señor Bae.
- Woo Ki-hong es Sun-kyu.
- Park Won-sang es Park Moon-sub.

## Producción
La película está basada en un popular cuento de hadas coreano llamado Janghwa Hongryeon jeon, el cual ha sido adaptado a la pantalla grande en otras seis oportunidades. En la historia original, los nombres de las hermanas son Janghwa y Hongryeon (Rosa Roja y Loto Rojo). En la cinta, los nombres de Su-mi y Su-yeon conservan dichos significados.
La actriz Im Soo-jung (Su-mi) originalmente audicionó para el papel de Su-yeon (interpretado finalmente por Moon Geun-young). El director Kim Ji-Woon originalmente pretendía que la actriz Jun Ji Hyun realizara el papel de Su-mi, pero ella rechazó el ofrecimiento porque pensó que el guion era demasiado aterrador. A pesar de este rechazo, el mismo año protagonizó la película de terror psicológico surcoreana The Uninvited.

## Recepción
Con un estreno limitado en los Estados Unidos que dio inicio el 3 de diciembre de 2004, la cinta obtuvo un total de U$72.541 en ese país. Dos hermanas obtuvo críticas positivas, con un 87% de índice aprobatorio en el sitio web Rotten Tomatoes. En Metacritic cuenta con una puntuación de 65 sobre 100, indicando "reseñas generalmente favorables" basadas en 19 críticas.
Kevin Thomas de Los Angeles Times se refirió a Dos hermanas como "una película oscuramente absurda que a veces parece una tragedia shakespeariana. Evoca una sensación de asombro ante todas las cosas terribles que las personas se hacen a sí mismas y unas a otras".